# Arumugam Vijiaratnam
Arumugam Vijiaratnam (* 24. August 1921; † 18. Februar 2016) war ein Sportler und Ingenieur aus Singapur. Aufgrund der Teilnahme an Länderspielen in den vier verschiedenen Sportarten Hockey, Fußball, Rugby und Cricket erhielt er einen Eintrag in der singapurischen Ausgabe des Guinness-Buch der Rekorde.

## Werdegang
Vijiaratnam besuchte die Victoria School. 1947 und 1948 nahm er als Fußballspieler mit der Selangor FA am Malaya Cup teil. Anschließend konzentrierte er sich vor allem auf Hockey, mit der singapurischen Nationalmannschaft nahm er an den Olympischen Sommerspielen teil. Dort belegte er mit der Auswahl den achten Platz.
Zu Beginn der 1950er Jahre studierte Vijiaratnam Ingenieurwissenschaft im Vereinigten Königreich am Brighton College of Advanced Technology, 1953 kehrte er in sein Heimatland zurück. Dort arbeitete er für das Arbeitsministerium sowie die Port of Singapore Authority. Zudem übernahm er offizielle Aufgaben an der Nanyang Technological University sowie als Präsident der singapurischen Ingenieursvertretung.